# Kurt Weidner (Politiker)
Kurt Weidner (* 2. Juni 1889 in Goldberg in Schlesien; † 15. März 1954) war ein deutscher Unternehmer und Politiker (DDP, später FDP).

## Leben
Nach der Mittleren Reife absolvierte Weidner eine kaufmännische Lehre in Breslau. Er nahm ab 1916 als Soldat am Ersten Weltkrieg und geriet zuletzt in französische Kriegsgefangenschaft, aus der er 1918 durch Flucht entkommen konnte. 1924 erwarb er eine Ziegelei im Landkreis Oels und 1931 gründete er einen Baustoffgroßhandel in Breslau. Bis 1931 betätigte er sich politisch für die DDP in Breslau, in die er 1920 eingetreten war.
Nach dem Zweiten Weltkrieg wurde Weidner im Dezember 1945 aus Schlesien ausgewiesen. Er siedelte als Heimatvertriebener nach Bayern über und ließ sich in Feldkirchen nieder, wo er erneut als Baustoffgroßhändler tätig war.
Weidner trat in die FDP ein und wurde bei der ersten Landtagswahl 1946 über den Wahlkreis Niederbayern als Abgeordneter in den Bayerischen Landtag gewählt, dem er bis 1950 angehörte. Im Landtag war er von 1946 bis 1950 Mitglied des Ausschusses für Wirtschaft, von 1948 bis 1950 des Ausschusses für Eingaben und Beschwerden und von 1949 bis 1950 des Ausschusses für Grenzlandfragen sowie des Ausschusses für Wohnungs- und Siedlungsbau. Bei der Bundestagswahl 1949 kandidierte er für den Deutschen Bundestag, verpasste aber den Einzug ins Parlament.